# Theodor Becher (Ingenieur)
Theodor Becher (* 18. November 1876 in Boston, Massachusetts, USA; † 29. April 1948 in Ellwangen (Jagst)) war ein deutscher Wasserbauingenieur.

## Leben
Er war der Sohn des Darmstädter Kammermusikers Theodor Becher (1837–1915) und dessen Ehefrau Eva Becher geborene Stilb (1853–1923) aus Heltersberg in der Pfalz. Nach dem Schulabschluss studierte er an der Technischen Hochschule Darmstadt. Im Alter von 22 Jahren trat er in die Maschinenfabrik Augsburg-Nürnberg AG (MAN) ein und zog nach Nürnberg. Er war in der Abteilung für Brückenbau tätig und wechselte 1901 zum MAN Werk Gustavsburg, wo er später die Leitung der Wehrbau-Abteilung übernahm. Später wurde er stellvertretender Direktor des Werks Gustavsburg.
Besondere Verdienste erwarb sich Theodor Becher durch die Weiterentwicklung des 1898 von Max Carstanjen erfundenen Walzenwehrs, für das er die zusätzliche Versenkwalze entwickelte. Auf ihn gehen auch die Einführung des Sektorwehrs sowie der Fischbauchklappe und mehrere andere Erfindungen im Bereich des Stahlwasserbaus zurück. 1938 feierte er sein 40-jähriges Dienstjubiläum. Zu diesem Zeitpunkt war er Leiter der Abteilung Eisenwasserbau der MAN.

## Ehrungen
- Im Jahr 1929 verlieh ihm die Technische Hochschule Darmstadt, an der er studiert hatte, in Anerkennung seiner Leistungen die Ehrendoktorwürde (als Dr.-Ing. E. h.).

## Schriften (Auswahl)
- Neuere Eisenwasserbauten auf dem Gebiet des Wehrbaus. In: Der Bauingenieur, 6. Jahrgang 1925, Heft 24/25.
- Das Kraftwerk Ryburg-Schwörstadt. In: Der Bauingenieur, 11. Jahrgang 1930, Heft 47.